# Oxgölen (Risinge socken, Östergötland)
Oxgölen är en sjö i Finspångs kommun i Östergötland och ingår i Motala ströms huvudavrinningsområde.